# Adenocaulon
Adenocaulon là một chi thực vật có hoa trong họ Cúc (Asteraceae).

## Loài
Chi Adenocaulon gồm các loài: